# أرقام الهاتف في الإمارات
تتبع أرقام الهواتف في دولة الإمارات العربية المتحدة خطة ترقيم الهواتف المغلقة، وقد خصص الاتحاد الدولي للاتصالات رمزَ الاتصال الدولي لدولة الإمارات العربية المتحدة +971. أرقام الهاتف ثابتة من سبعة أرقام، مع رموز المنطقة ثابتة من رقمين أو ثلاثة أرقام.

## أكواد المناطق

### قبل 2000
كانت أرقام المشتركين قبل عام 2000 مكونة من 5 أو 6 أرقام، مع رمز المنطقة بالإضافة إلى رقم المشترك بإجمالي 7 أرقام.

### حاليًّا
يتمثل الهيكل العام لخطة الترقيم الوطنية لدولة الإمارات العربية المتحدة في:
تبدأ أرقام الهاتف الأرضي بـ:
- 01 الكرامة (مُلغاة)
- 02 أبو ظبي
- 03 العين
- 04 دبي
- 05 أرقام المحمول بـ
- 06 الشارقة، وعجمان وأم القيوين
- 07 رأس الخيمة
- 08 المنطقة الغربية (واحة ليوا.. إلخ.)
- 09 الفجيرة

تبدأ أرقام المحمول :
- 050 (إتصالات)
- 052 (دو للاتصالات)
- 053 (فيرجن موبايل (فرع الإمارات))
- 054 (إتصالات) ( صدر مؤخرًا للاستخدام العام.)
- 055 (دو للاتصالات)
- 056 هاتف محمولة (إتصالات)
- 058 (دو للاتصالات/فيرجن موبايل (فرع الإمارات)) ( صدر مؤخرًا للاستخدام العام.)
- 057 هواتف محمولة: DOMC

## أرقام الطوارئ
تستخدم الأرقام التالية لخدمات الطوارئ داخل دولة الإمارات العربية المتحدة:
- 999 - الشرطة (الحالات الطارئة)
- 901 - الشرطة (لغير الحالات الطارئة)[5]
- 998 - الإسعاف
- 997 - هيئة المطافئ (الدفاع المدني)
- 996 - خفر السواحل
- 995 - البحث والإنقاذ
- 991 - انقطاع الكهرباء والمياه
- 992 - انقطاع المياه

## أرقام خاصة
الأكواد التالية أكواد نطاقات أرقام خاصة مكونة من 7 أرقام، وليس لها رمز منطقة مرتبط بها:
- 200xxxx خدمات التكلفة المشتركة
- 600xxxxxx خدمات التكلفة المشتركة
- 800xxx(xxxx)
- (800 + min. 3 digits)